# Вёрстка

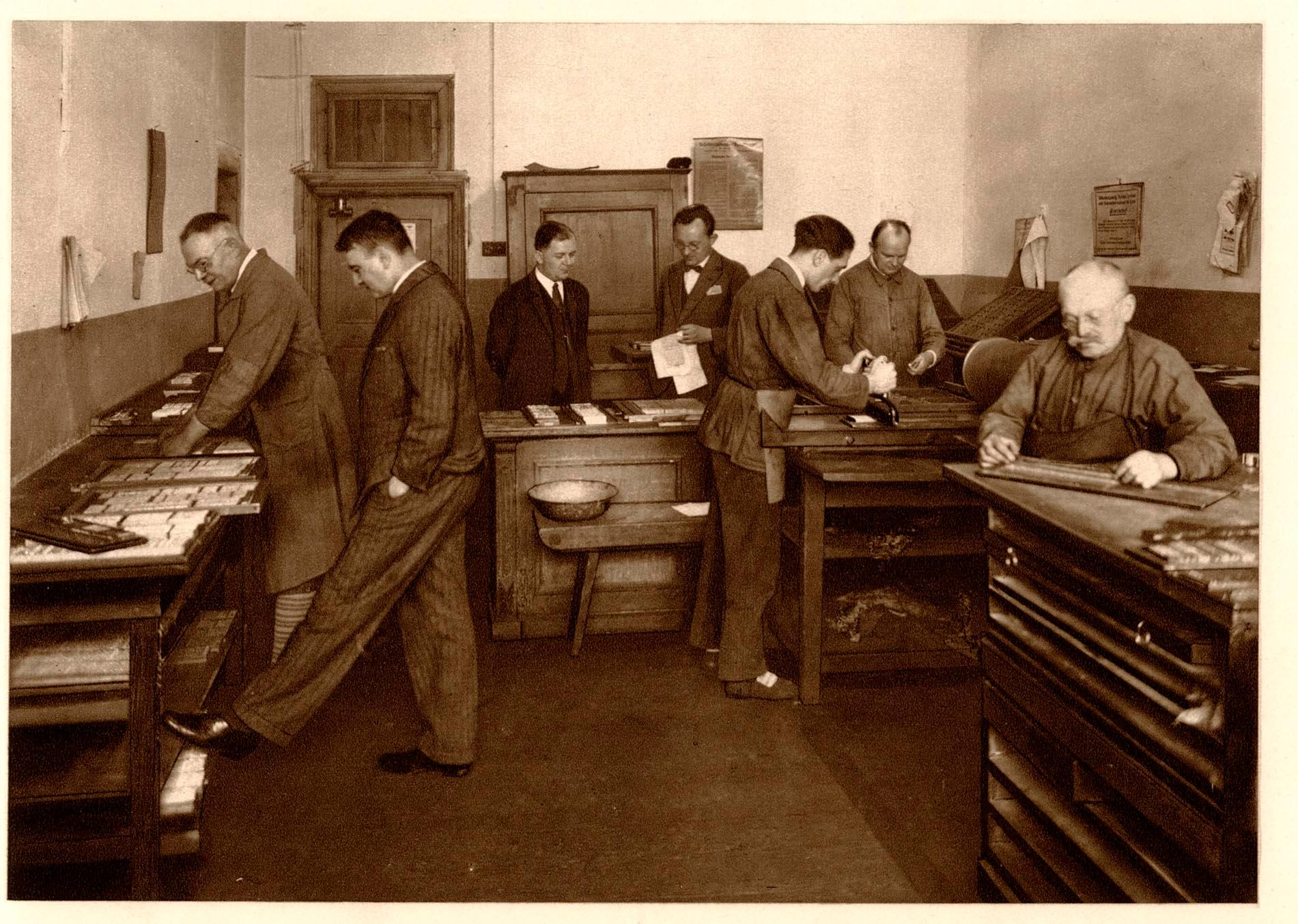
Вёрстка (Нюрнберг, 1929)

Вёрстка — монтаж полос оригинал-макета из составных элементов: набранного текста, заголовков, таблиц, иллюстраций, украшений и пр. Также результат этого процесса, то есть готовые полосы. Эта операция включает в себя формирование книжных, журнальных или газетных полос определенного формата. В процессе вёрстки полосы издания приобретают завершенный вид. От того, как размещены текст, таблицы, формулы, иллюстрационный материал, заголовки, зависит качество оформления издания.
Различают книжную, газетно-журнальную, акцидентную вёрстку в издательском деле и вёрстку веб-страниц в веб-дизайне. Вёрстка каждого вида издания имеет свои особенности и выполняется в соответствии с правилами.

## Группы сложности верстки
Существует четыре группы сложности верстки:
- Вёрстка простого (сплошного) текста;
- Вёрстка текста с не шрифтовыми выделениями, таблицами, формулами;
- Вёрстка текста с выделениями, таблицами, формулами, иллюстрациями с подписью, многоколонная вёрстка;
- Сложная вёрстка (дополнительно к третьей группе — композиционные выделения)

## История
В эпоху металлического набора вёрстка включала комплектацию текстовых строк, набранных вручную, на линотипе или монотипе, и иллюстрационных клише, обкладку этих элементов пробельными материалами (марзанами и бабашками), линейками и т. п.
По мере развития цифровых технологий вёрстку стали осуществлять на компьютерах с помощью специальных программ, наиболее популярными из которых, начиная с 1990-х, были Ventura Publisher, Adobe PageMaker, Adobe FrameMaker, Microsoft Publisher и QuarkXPress, а в настоящее время Adobe InDesign (преемник Adobe PageMaker). Из свободного программного обеспечения можно выделить систему Scribus. Альтернативу визуальным программам составляют системы языков компьютерной вёрстки, такие как LaTeX или Lout.